# Nicolas Corbeil
Nicolas Corbeil (Laval, 30 maggio 1983) è un ex hockeista su ghiaccio canadese, di ruolo centro.

## Carriera
Pur essendo stato scelto dai Toronto Maple Leafs al draft 2001, non ha mai esordito in NHL. Ha però a lungo militato nelle minors nordamericane: vanta 30 presenze in American Hockey League, oltre 150 in ECHL, 70 in United Hockey League, 30 in Federal Hockey League e oltre 400 in Ligue Nord-Américaine de Hockey (vincendo il campionato 2014-2015 con i Thetford Mines Isothermic). Nella sua unica stagione giocata lontano dal Nord America, ha vestito la maglia del Renon nella stagione 2008-2009, aggiudicandosi a livello personale la classifica degli assit, e raggiungendo con la squadra la finale sia della Coppa Italia che del campionato, perdendo entrambe contro il Bolzano.